# 京都市立北総合支援学校
京都市立北総合支援学校（きょうとしりつ きたそうごうしえんがっこう）は、京都府京都市上京区堀川通寺之内上る2丁目下天神町にある公立特別支援学校。

## 設置学部
- 小学部
- 中学部
- 高等部

## 沿革
- 2001年（平成13年）5月 - 総合制・地域制実施により元成逸小学校跡地に養護学校を新設する計画が承認
- 2002年（平成14年）3月 - 新設養護学校の設置の条例可決
- 2002年（平成14年）6月 - 新築工事起工
- 2003年（平成15年）12月20日 - 竣工式実施
- 2004年（平成16年）4月1日 - 京都市立北総合養護学校が開校
- 2004年（平成16年）4月7日 - 開校式実施
- 2004年（平成16年）4月8日 - 第1回始業式実施
- 2004年（平成16年）4月9日 - 第1回入学式挙行
- 2007年（平成19年） - 京都市立北総合支援学校と改める

## 交通アクセス
- 地下鉄烏丸線 鞍馬口駅から徒歩約15分
- 市バス 「堀川寺ノ内」バス停（9・12・67系統）下車で徒歩約5分。